# José Vicente Grau Juan
José Vicente Grau Juan (València, 6 d'abril de 1968) és un pilotari valencià conegut simplement com a Grau. És un dels mitgers de l'Escala i corda més reputats en nòmina de l'empresa ValNet. Ha sigut membre de la Selecció Valenciana de Pilota i qualificat dos voltes com a "Millor jugador del món". També ha rebut la medalla al mèrit esportiu de la Ciutat de València. A més, ha sigut l'únic mitger en guanyar l'Individual d'Escala i corda. És considerat com el millor jugador en la seua posició de tots els temps.
Debut professional en el trinquet de Bétera en 1985, amb 17 anys.

## Palmarés[3]
- Escala i corda:
  - Campió del Campionat Nacional d'Escala i Corda 1993
    - Subcampió del Campionat Nacional d'Escala i Corda 1991

  - Campió del Trofeu Individual Bancaixa 2000
    - Subcampió del Trofeu Individual Bancaixa 1996 i 1997

  - Subcampió del Circuit Bancaixa: 2008
  - Subcampió del Triangular d'Escala i corda: 2010
  - Campió del Trofeu Caixa Rural de Vila-real: 2009 i 2010
  - Subcampió del Trofeu Ciutat de Llíria: 2006
  - Campió del Trofeu Hnos. Viel de Sueca: 2009
  - Campió del Trofeu Superdeporte: 2009
  - Campió del Trofeu Universitat de València: 2007
  - Campió del Trofeu Vidal: 2006 i 2009
    - Subcampió del Trofeu Vidal: 2008
- Galotxa:
  - Campió del Campionat Professional de Galotxa 1990 i 1991
  - Campió del Trofeu Moscatell: 2009 i 2010

Campionats Internacionals de Pilota
- Campió de les 5 Nacions de Llargues, València 1993
- Campió d'Europa de Llargues, Imperia (Itàlia) 1999
- Campió del Món de Llargues València 1996, Maubeuge (França) 1998 i València 2000
- Campió del Món de Joc internacional Països Baixos 2001
  - Subcampió d'Europa de Llargues, Països Baixos 2001

- Millor jugador del Món de Llargues, Maubeuge (França) 1998
- Millor jugador del Món de Llargues, Impèria (Itàlia) 1999